# Kobamamid
Kobamamid (AdoCbl), koji je takođe poznat kao adenozilkobalamin i dibenkozid, je zajedno sa metilkobalaminom (MeCbl), jedna od aktivnih formi vitamina B12. On je dostupan u obliku tableta kao nutricioni suplement, a za razliku od cijanokobalamina, metilkobalamina, i hidroksokobalamina on nije dostupan u obliku инјекција.
Enzim koji koristi adenozilkobalamin kao kofaktor je metilmalonil-CoA mutaza (MCM).

## Spoljašnje veze
- B03BA04

|  | Molimo Vas, obratite pažnju na važno upozorenje u vezi sa temama iz oblasti medicine (zdravlja). |